# Крутинис, Вацловас
Вацловас Крутинис (лит. Vaclovas Krutinis; 27 сентября 1948, Вильнюс — 30 октября 2013, Вильнюс) — литовский скульптор; председатель Союза художников Литвы (1998—2008).

## Биография
Учился в средних школах Вильнюса, в 1960—1966 годах — в Вильнюсской средней школе искусств имени М. К. Чюрлёниса для одарённых детей. 
В 1973 году окончил Художественный институт Литовской ССР. С 1974 года участвовал в выставках в Литве и за рубежом (Москва, Рига, Ташкент, Гётеборг, Афины, Пекин, Хельсинки, Линц). Персональные выставки проходили в Вильнюсе (1993, 1994, 1998, 2008; посмертная 2014), Шяуляй (2008), Плунге (2009).
В 1998—2008 годах был председателем Союза художников Литвы. 

## Творчество
Создавал скульптурные произведения различных жанров. Среди них декоративные скульптуры в общественных пространствах — «Тени волн» в Клайпеде (1984), «Воспоминание о Родине» в Купишкисе (1987), «Птица» в Паланге (1997), камерные скульптуры «Память» (1987) и другие, скульптуры памятников — «Знаменосцы» в Укмерге (1982), Дионизаса Пошки в деревне Биётай (1990), архитектора Лауринаса Гуцявичюса (1982, установлен в 1994 году) и генерала Йонаса Чернюса (1998) в Купишкисе, «Ангелам хранителям» — погибшим полицейским в Вильнюсе (2005), скульптуры из гранита, мрамора, дерева, металла, среди прочего и надгробные памятники. 
Среди произведений Вацловаса Крутиниса — скульптурная композиция на территории Республиканской Вильнюсской психиатрической больницы в Новой Вильне (1987). Она из гранита и символизирует заново рождающегося после лечения человека.

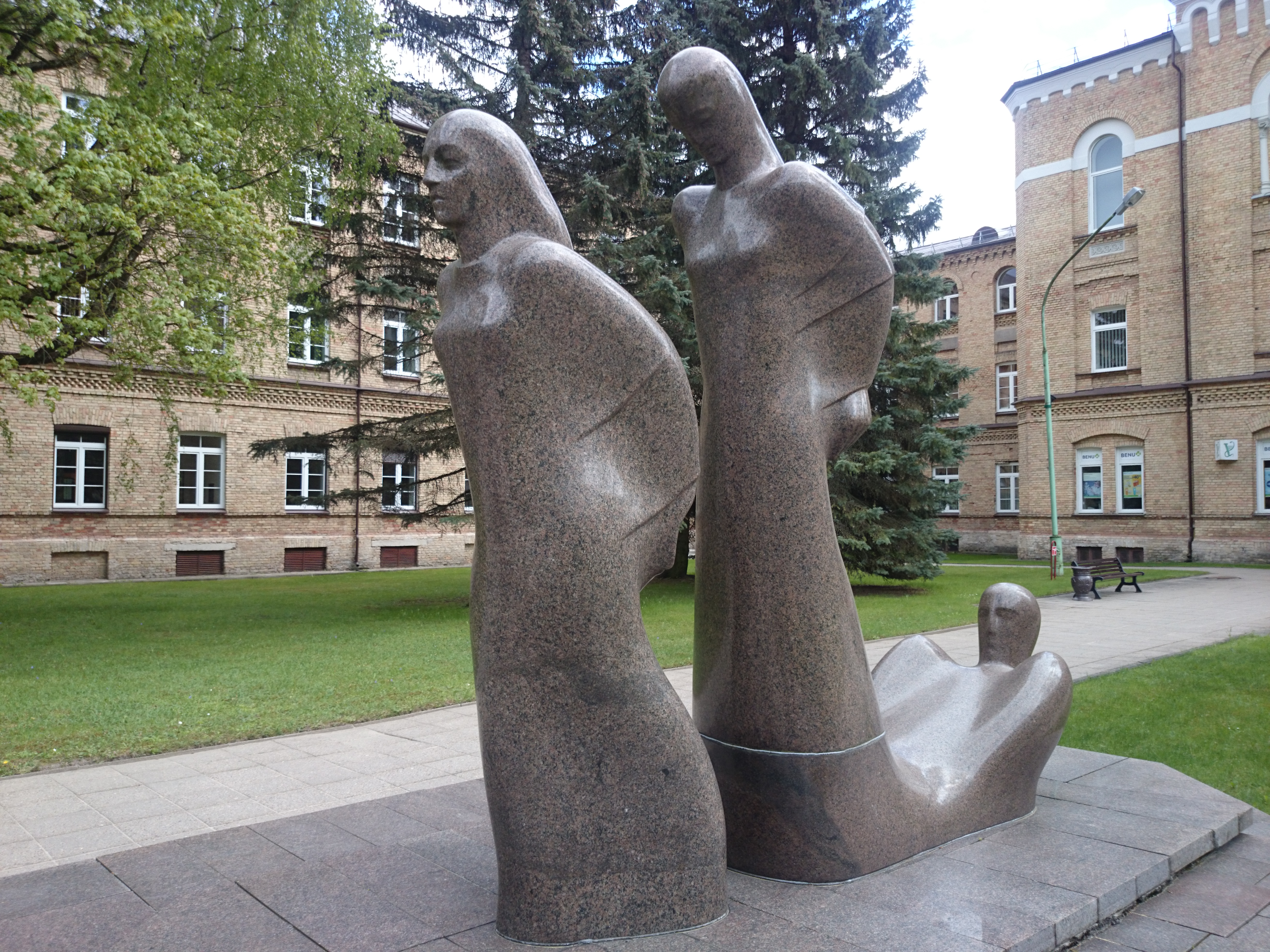
Скульптурная композиция во дворе Вильнюсской психиатрической больницы

Произведения декоративного характера, доминируют человеческие фигуры, нередки фигурные композиции. С 1990-х годов проявилась тенденция к конструированию абстрактных композиций из отдельных сегментов. 
Произведения хранятся в Литовском художественном музее, Национальном художественном музее имени М. К. Чюрлёниса, Государственной Третьяковской галерее, Национальном художественном музее Китая.

«Летописец» (Вильнюс)
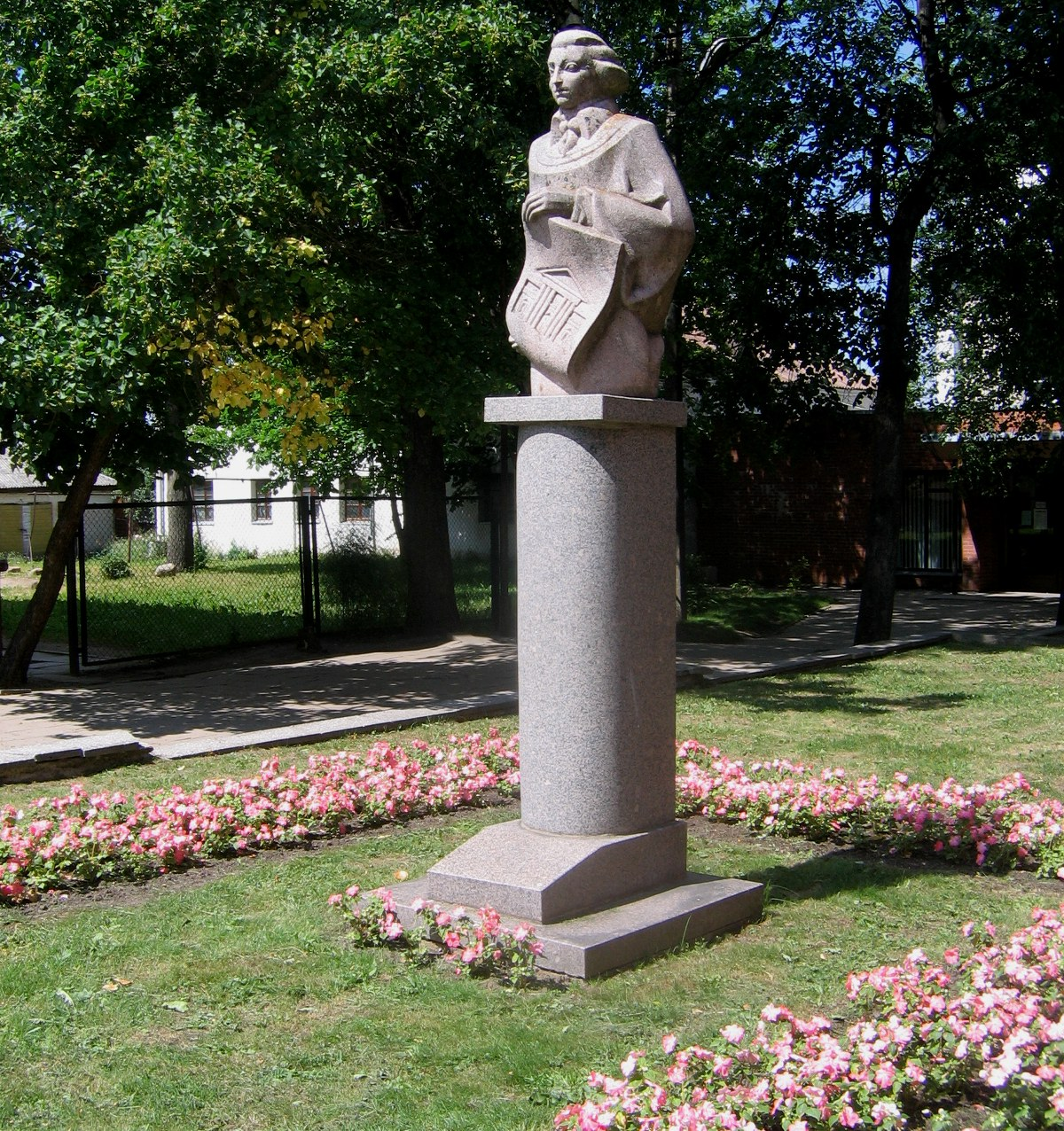
Лауринас Гуцявичюс (Купишкис)